# Špičák (berg i Tjeckien, Olomouc)
Špičák är ett berg i Tjeckien.   Det ligger i regionen Olomouc, i den östra delen av landet, 190 km öster om huvudstaden Prag. Toppen på Špičák är 950 meter över havet, eller 249 meter över den omgivande terrängen. Bredden vid basen är 3,9 km.
Terrängen runt Špičák är huvudsakligen kuperad, men åt nordost är den platt.Runt Špičák är det ganska tätbefolkat, med 52 invånare per kvadratkilometer. Närmaste större samhälle är Jeseník, 15,6 km sydost om Špičák. I omgivningarna runt Špičák växer i huvudsak blandskog.